# Coppa delle nazioni africane 2020 (calcio a 5)
La Coppa delle nazioni africane di calcio a 5 2020 (ufficialmente Africa Futsal Cup of Nations 2020) è stata la 6ª edizione del torneo e si è disputato dal 28 gennaio al 7 febbraio 2020 a El Aaiún, in Marocco.

## Qualificazioni
| Squadra 1          | Totale | Squadra 2 | Andata | Ritorno |
| ------------------ | ------ | --------- | ------ | ------- |
| Capo Verde         | w/o    | Guinea    | -      | -       |
| Algeria            | 6 - 12 | Libia     | 2 - 5  | 4 - 7   |
| Guinea Equatoriale | w/o    | Camerun   | -      | -       |
| Zambia             | 1 - 13 | Angola    | 0 - 4  | 1 - 9   |
| Mauritius          | 1 - 11 | Sudafrica | 0 - 6  | 1 - 5   |

### Andata
| Lusaka 23 ottobre 2019, ore 15:00 | Zambia | 0 – 4 | Angola | Olympic Youth Development Centre |

| Port Louis 26 ottobre 2019, ore 18:30 | Mauritius | 0 – 6 | Sudafrica | Phoenix Gymnasium |

| Chéraga 26 ottobre 2019, ore 19:00 | Algeria | 2 – 5 | Libia | La Coupole d'Alger |

### Ritorno
| Luanda 29 ottobre 2019, ore 17:00 | Angola | 9 – 1 | Zambia | Pavilhão da Cidadela |

| Il Cairo 30 ottobre 2019, ore 19:00 | Libia | 7 – 4 | Algeria | Maadi Olympic Center |

| Soweto 30 ottobre 2019, ore 19:30 | Sudafrica | 5 – 1 | Mauritius | Orlando Community Hall |

## Squadre qualificate
| Qualificate        | Così dalle qualificazioni                       | Pres. | Miglior risultato           |
| ------------------ | ----------------------------------------------- | ----- | --------------------------- |
| Marocco            | Nazione ospitante                               | 5ª    | Campione (2016)             |
| Egitto             | Coppa delle nazioni africane 2016 Secondo posto | 6ª    | Campione (1996, 2000, 2004) |
| Mozambico          | Coppa delle nazioni africane 2016 Terzo posto   | 4ª    | Secondo posto (2004)        |
| Angola             | Vincitore spareggio                             | 3ª    | Fase a gironi (2008, 2016)  |
| Guinea Equatoriale | Vincitore spareggio                             | 1ª    | Esordiente                  |
| Guinea             | Vincitore spareggio                             | 1ª    | Esordiente                  |
| Libia              | Vincitore spareggio                             | 4ª    | Campione (2008)             |
| Mauritius          | Ripescata                                       | 1ª    | Esordiente                  |

## Sorteggio
Il sorteggio dei gironi si è svolto il 7 dicembre 2019 a El Aaiún, in Marocco. Le 8 squadre sono state divise in 2 gironi da quattro squadre ciascuno.
| 1ª urna        | 2ª urna                                                    |
| -------------- | ---------------------------------------------------------- |
| Marocco Egitto | Mozambico Angola Guinea Equatoriale Guinea Libia Mauritius |

## Fase a gironi
Gli orari si intendono locali, WEST (UTC+1).

### Gruppo A
| Squadra            | Pti | G | V | N | P | GF | GS | DR  |
| ------------------ | --- | - | - | - | - | -- | -- | --- |
| Marocco            | 9   | 3 | 3 | 0 | 0 | 14 | 1  | +13 |
| Libia              | 6   | 3 | 2 | 0 | 1 | 5  | 4  | +1  |
| Guinea Equatoriale | 3   | 3 | 1 | 0 | 2 | 6  | 12 | -6  |
| Mauritius          | 0   | 3 | 0 | 0 | 3 | 2  | 10 | -8  |

| El Aaiún 28 gennaio 2020, ore 17:30                                   | Guinea Equatoriale | 4 – 2 (0-0) referto    | Mauritius | Hizam Hall |
| Tobe 24’ Owono 26’ , 32’ Wheeler 37’ Marcatori 28’ Jocelyn 40’ Pithia |                    |                        |           |            |
|                                                                       |                    |                        |           |            |
| Tobe 24’ Owono 26’, 32’ Wheeler 37’                                   | Marcatori          | 28’ Jocelyn 40’ Pithia |           |            |

| El Aaiún 28 gennaio 2020, ore 21:00       | Marocco   | 3 – 0 (2-0) referto | Libia | Hizam Hall |
| Knia 6’ El Ayyane 12’ Jouad 31’ Marcatori |           |                     |       |            |
|                                           |           |                     |       |            |
| Knia 6’ El Ayyane 12’ Jouad 31’           | Marcatori |                     |       |            |

| El Aaiún 30 gennaio 2020, ore 17:30 | Mauritius | 0 – 3 (w/o) referto | Libia | Hizam Hall |

| El Aaiún 30 gennaio 2020, ore 21:00                                                                     | Marocco   | 8 – 1 (4-1) referto | Guinea Equatoriale | Hizam Hall |
| Jouad 8’ El Mesrar 17’ Knia 19’ Saoud 20’ , 25’ Borite 31’ El-Fenni 34’ Maimón 38’ Marcatori 10’ Manami |           |                     |                    |            |
| |           |                     |                    |            |
| Jouad 8’ El Mesrar 17’ Knia 19’ Saoud 20’, 25’ Borite 31’ El-Fenni 34’ Maimón 38’                       | Marcatori | 10’ Manami          |                    |            |

| El Aaiún 1º febbraio 2020, ore 21:00       | Libia     | 2 – 1 (1-1) referto | Guinea Equatoriale | El Massira Hall |
| Aboras 14’ Al-Toumi 39’ Marcatori 17’ Keny |           |                     |                    |                 |
|                                            |           |                     |                    |                 |
| Aboras 14’ Al-Toumi 39’                    | Marcatori | 17’ Keny            |                    |                 |

| El Aaiún 1º febbraio 2020, ore 21:00 | Mauritius | 0 – 3 (w/o) referto | Marocco | Hizam Hall |

### Gruppo B
| Squadra   | Pti | G | V | N | P | GF | GS | DR  |
| --------- | --- | - | - | - | - | -- | -- | --- |
| Egitto    | 9   | 3 | 3 | 0 | 0 | 15 | 2  | +13 |
| Angola    | 6   | 3 | 2 | 0 | 1 | 12 | 8  | +4  |
| Guinea    | 3   | 3 | 1 | 0 | 2 | 8  | 17 | -9  |
| Mozambico | 0   | 3 | 0 | 0 | 3 | 9  | 17 | -8  |

| El Aaiún 29 gennaio 2020, ore 17:30                                                                 | Egitto    | 9 – 0 (2-0) referto | Guinea | Hizam Hall |
| Moza 4’ , 27’ El Ashwal 4’ Maradona 27’ Mizo 29’ Eid 33’ , 36’ Said 33’ Koki 34’ ( rig. ) Marcatori |           |                     |        |            |
| |           |                     |        |            |
| Moza 4’, 27’ El Ashwal 4’ Maradona 27’ Mizo 29’ Eid 33’, 36’ Said 33’ Koki 34’ (rig.)               | Marcatori |                     |        |            |

| El Aaiún 29 gennaio 2020, ore 21:00 | Angola    | 7 – 4 (4-2) referto               | Mozambico | Hizam Hall |
| Leu 7’ Magu 9’ ( aut. ) Cambangula 17’ Nonó 20’ , 35’ Manocele 23’ Levessene 37’ ( aut. ) Marcatori 9’ , 18’ , 31’ Magu 37’ ( rig. ) Mito |           |                                   |           |            |
| |           |                                   |           |            |
| Leu 7’ Magu 9’ (aut.) Cambangula 17’ Nonó 20’, 35’ Manocele 23’ Levessene 37’ (aut.)                                                      | Marcatori | 9’, 18’, 31’ Magu 37’ (rig.) Mito |           |            |

| El Aaiún 31 gennaio 2020, ore 17:30      | Egitto    | 3 – 0 (2-0) referto | Angola | Hizam Hall |
| Said 5’ Moza 13’ El Ashwal 32’ Marcatori |           |                     |        |            |
|                                          |           |                     |        |            |
| Said 5’ Moza 13’ El Ashwal 32’           | Marcatori |                     |        |            |

| El Aaiún 31 gennaio 2020, ore 21:00                                                                                              | Mozambico | 3 – 7 (0-1) referto                                                            | Guinea | Hizam Hall |
| Magu 25’ , 32’ Dos Santos 36’ Marcatori 18’ ( rig. ) , 31’ B. Keita 27’ , 35’ ( rig. ) , 37’ ( rig. ) D. Camara 32’ , 34’ Fofana |           |                                                                                |        |            |
| |           |                                                                                |        |            |
| Magu 25’, 32’ Dos Santos 36’ | Marcatori | 18’ (rig.), 31’ B. Keita 27’, 35’ (rig.), 37’ (rig.) D. Camara 32’, 34’ Fofana |        |            |

| El Aaiún 2 febbraio 2020, ore 17:30                        | Mozambico | 2 – 3 (1-1) referto       | Egitto | Hizam Hall |
| Dos Santos 7’ Mito 29’ Marcatori 5’ Eika 22’ Koki 40’ Bogy |           |                           |        |            |
|                                                            |           |                           |        |            |
| Dos Santos 7’ Mito 29’                                     | Marcatori | 5’ Eika 22’ Koki 40’ Bogy |        |            |

| El Aaiún 2 febbraio 2020, ore 17:30                                       | Guinea    | 1 – 5 (0-2) referto                               | Angola | El Massira Hall |
| Dramé 38’ Marcatori 4’ , 16’ , 39’ Cambangula 22’ Osnã 30’ ( rig. ) Prado |           |                                                   |        |                 |
|                                                                           |           |                                                   |        |                 |
| Dramé 38’                                                                 | Marcatori | 4’, 16’, 39’ Cambangula 22’ Osnã 30’ (rig.) Prado |        |                 |

## Fase a eliminazione diretta

### Tabellone
|  | Semifinali | Semifinali | Semifinali |        |         | Finale          | Finale          | Finale          |  |
|  |            |            |            |        |         |                 |                 |                 |  |
|  | Marocco    | Marocco    | 4          |        |         |                 |                 |                 |  |
|  | Marocco    | Marocco    | 4          |        |         |                 |                 |                 |  |
|  | Angola     | Angola     | 0          |        |         |                 |                 |                 |  |
|  | Angola     | Angola     | 0          |        | Marocco | Marocco         | 5               |                 |  |
|  |            |            |            |        | Marocco | Marocco         | 5               |                 |  |
|  |            |            | Egitto     | Egitto | 0       |                 |                 |                 |  |
|  | Egitto     | Egitto     | Egitto     | Egitto | 0       | 5               |                 |                 |  |
|  | Egitto     | Egitto     |            |        |         | 5               |                 |                 |  |
|  | Libia      | Libia      | 2          |        |         | Finale 3º posto | Finale 3º posto | Finale 3º posto |  |
|  | Libia      | Libia      | 2          |        |         |                 |                 |                 |  |
|  |            |            |            |        |         |                 |                 |                 |  |
|  |            |            |            |        |         | Angola          | Angola          | 2               |  |
|  |            |            |            |        |         | Angola          | Angola          | 2               |  |
|  |            |            |            |        |         | Libia           | Libia           | 0               |  |

### Semifinali
| El Aaiún 5 febbraio 2020, ore 17:30                                               | Egitto    | 5 – 2 (1-1) referto        | Libia | Hizam Hall |
| El Ashwal 2’ , 40’ Eid 23’ Mizo 32’ Moza 39’ Marcatori 20’ Suleiman 40’ Lamhammel |           |                            |       |            |
|                                                                                   |           |                            |       |            |
| El Ashwal 2’, 40’ Eid 23’ Mizo 32’ Moza 39’                                       | Marcatori | 20’ Suleiman 40’ Lamhammel |       |            |

| El Aaiún 5 febbraio 2020, ore 21:00          | Marocco   | 4 – 0 (3-0) referto | Angola | Hizam Hall |
| Saoud 7’ , 17’ Jouad 8’ Maimón 33’ Marcatori |           |                     |        |            |
|                                              |           |                     |        |            |
| Saoud 7’, 17’ Jouad 8’ Maimón 33’            | Marcatori |                     |        |            |

### Finale 3º posto
| El Aaiún 7 febbraio 2020, ore 17:30 | Angola    | 2 – 0 (1-0) referto | Libia | Hizam Hall |
| Prado 17’ Manocele 40’ Marcatori    |           |                     |       |            |
|                                     |           |                     |       |            |
| Prado 17’ Manocele 40’              | Marcatori |                     |       |            |

### Finale
| El Aaiún 7 febbraio 2020, ore 21:00                          | Marocco   | 5 – 0 (3-0) referto | Egitto | Hizam Hall |
| El Mesrar 3’ , 17’ Fati 13’ El Ayyane 23’ Knia 27’ Marcatori |           |                     |        |            |
|                                                              |           |                     |        |            |
| El Mesrar 3’, 17’ Fati 13’ El Ayyane 23’ Knia 27’            | Marcatori |                     |        |            |

## Campione
MAROCCO
(2º titolo)

## Squadre qualificate al campionato mondiale
Le seguenti squadre si sono qualificate alla FIFA Futsal World Cup 2021:
| Qualificate | Pres. | Ult. | Miglior risultato          |
| ----------- | ----- | ---- | -------------------------- |
| Egitto      | 7ª    | 2016 | Quarti di finale (2016)    |
| Marocco     | 3ª    | 2016 | Fase a gironi (2012, 2016) |
| Angola      | 1ª    | /    | Esordiente                 |